# Hale
Hale és una població dels Estats Units a l'estat de Missouri. Segons el cens del 2000 tenia 473 habitants.

## Demografia
Segons el cens del 2000, Hale tenia 473 habitants, 190 habitatges, i 128 famílies. La densitat de població era de 332 habitants per km².
Dels 190 habitatges en un 36,8% hi vivien nens de menys de 18 anys, en un 52,1% hi vivien parelles casades, en un 8,9% dones solteres, i en un 32,6% no eren unitats familiars. En el 27,4% dels habitatges hi vivien persones soles el 15,3% de les quals corresponia a persones de 65 anys o més que vivien soles. El nombre mitjà de persones vivint en cada habitatge era de 2,49 i el nombre mitjà de persones que vivien en cada família era de 3,1.
Per edats la població es repartia de la següent manera: un 30,2% tenia menys de 18 anys, un 8% entre 18 i 24, un 28,3% entre 25 i 44, un 17,3% de 45 a 60 i un 16,1% 65 anys o més.
L'edat mediana era de 34 anys. Per cada 100 dones de 18 o més anys hi havia 86,4 homes.
La renda mediana per habitatge era de 27.885 $ i la renda mediana per família de 33.750 $. Els homes tenien una renda mediana de 24.875 $ mentre que les dones 19.583 $. La renda per capita de la població era de 12.180 $. Entorn del 12,5% de les famílies i el 19,1% de la població estaven per davall del llindar de pobresa.

## Poblacions més properes
El següent diagrama mostra les poblacions més properes.